# Yellow Submarine (album)
Yellow Submarine is een album van The Beatles. Het album bevat liedjes voor de film Yellow Submarine, maar het werd niet tegelijkertijd met de film uitgebracht. Het moest wachten op het White Album, want de albums mochten elkaar niet in de weg zitten. Toch werd Yellow Submarine het eerste Beatlesalbum dat niet op de eerste plaats in de hitlijsten kwam, want daar stond White Album nog steeds.

## Achtergrond
Van de A-kant waren de twee bekendste liedjes al jaren eerder uitgebracht. Dat waren Yellow Submarine zelf, dat ook al op het album Revolver stond en All You Need Is Love van Magical Mystery Tour. De nummers die echt nieuw waren zijn Only a Northern Song (hoewel al opgenomen tijdens de Sgt. Pepper's Lonely Hearts Club Band-sessies), All Together Now, Hey Bulldog (hoewel eerder opgenomen tijdens de opnames van Lady Madonna) en It's All Too Much.
Door sommige recensenten wordt Yellow Submarine gezien als een van de mindere albums van The Beatles. De hele tweede kant van het album werd gemaakt door George Martin en wordt gespeeld door een orkest, zonder zang.
In 1999 verscheen de compilatie-cd Yellow Submarine Songtrack waarop bijna alle nummers van The Beatles stonden die in de film zaten. De composities van George Martin kwamen niet op die cd.

## Nummers
Alle nummers zijn geschreven door George Martin, tenzij anders aangegeven.
1. Yellow Submarine (Lennon-McCartney)
2. Only a Northern Song (Harrison)
3. All Together Now (Lennon-McCartney)
4. Hey Bulldog (Lennon-McCartney)
5. It's All Too Much (Harrison)
6. All You Need Is Love (Lennon-McCartney)
7. Pepperland
8. Sea of Time
9. Sea of Holes
10. Sea of Monsters
11. March of the Meanies
12. Pepperland Laid Waste
13. Yellow Submarine in Pepperland (Lennon-McCartney)